# La Journaliste (film)
Pour les articles homonymes, voir Journaliste (homonymie).
 Pour plus de détails, voir Fiche technique et Distribution
La Journaliste est un film pornographique français réalisé par Pascal Lucas, sorti en 2012.

## Synopsis
Jeune journaliste talentueuse et cultivée, Anna (Anna Polina) vit avec Horst, un homme politique de 20 ans son aîné. Pensant filer le parfait amour, tout bascule lorsqu'un jour son rédacteur en chef (incarné par Marc Dorcel) reçoit des photos de son mari en fâcheuse compagnie.
Le scandale sera bientôt dévoilé.
Accompagnée de sa collaboratrice peu farouche, la jolie Anna n'hésitera pas à offrir ses charmes irrésistibles. Son enquête la conduira dans le milieu de l'univers des clubs échangistes, dirigé par une société secrète aux activités douteuses et fréquenté par des personnalités du showbiz.

## Fiche technique
- Titre original français : La Journaliste
- Réalisation : Pascal Lucas
- Société(s) de production : Marc Dorcel
- Pays d’origine :  France
- Langue originale : français
- Format : couleur
- Genre : pornographique
- Durée : 90 minutes
- Dates de sortie : mai 2012

## Distribution
- Anna Polina
- Phil Holliday
- Anksa Kara
- Rick Angel
- Horst Baron
- Nikita Bellucci
- Max Casanova
- Michael Cheritto
- Daria Glower
- Denisa Heaven
- Clanddi Jinkcego
- Nina Roberts
- Brice Dumont
- Ian Scott
- Sabrina Sweet
- Titof
- Maîtresse Morrigan